# Vidou
Vidou ist eine französische Gemeinde mit 81 Einwohnern (Stand 1. Januar 2022) im Département Hautes-Pyrénées in der Region Okzitanien. Sie gehört zum Kanton Les Coteaux und zum Arrondissement Tarbes. 

## Lage
Sie ist umgeben von folgenden Nachbargemeinden:
| Lubret-Saint-Luc | Lalanne-Trie                                |                |
| Luby-Betmont     | Kompassrose, die auf Nachbargemeinden zeigt | Trie-sur-Baïse |
| Villembits       |                                             | Tournous-Darré |

## Bevölkerungsentwicklung
| Jahr                      | 1962 | 1968 | 1975 | 1982 | 1990 | 1999 | 2008 | 2016 |
| ------------------------- | ---- | ---- | ---- | ---- | ---- | ---- | ---- | ---- |
| Einwohner                 | 141  | 130  | 131  | 128  | 103  | 74   | 87   | 104  |
| Quelle: Cassini und INSEE |      |      |      |      |      |      |      |      |